# Kunětice
Kunětice (německy Kunietitz) jsou obec v okrese Pardubice v Pardubickém kraji. Leží zhruba šest kilometrů severovýchodně od Pardubic na rovinatém pravém břehu řeky Labe. Jen několik set metrů severozápadně od Kunětic se vypíná Kunětická hora se stejnojmenným hradem na vrcholu. Žije zde 447 obyvatel.

## Historie
První písemná zmínka o Kuněticích (Cwnyeticz) pochází z roku 1353, ale nálezy dokazují osídlené již v mladší době kamenné.

## Obyvatelstvo
| Rok            | 1869 | 1880 | 1890 | 1900 | 1910 | 1921 | 1930 | 1950 | 1961 | 1970 | 1980 | 1991 | 2001 | 2011 | 2021 |
| -------------- | ---- | ---- | ---- | ---- | ---- | ---- | ---- | ---- | ---- | ---- | ---- | ---- | ---- | ---- | ---- |
| Počet obyvatel | 388  | 406  | 419  | 361  | 293  | 299  | 325  | 274  | 315  | 266  | 237  | 224  | 254  | 270  | 345  |
| Počet domů     | 53   | 57   | 58   | 57   | 58   | 58   | 71   | 93   | 67   | 69   | 65   | 88   | 88   | 101  | 121  |

## Obecní správa
Mezi lety 1850–1960 Kunětice byly obcí v okrese Pardubice (1869–1930), posléze v okrese Pardubice-okolí (1950) a později opět v okrese Pardubice. V letech 1961–1990 patřily jako část obce k Rábům a od 24. listopadu 1990 jsou opět samostatnou obcí.

### Obecní symboly
Znak a vlajka byly obci uděleny rozhodnutím předsedy Poslanecké sněmovny Parlamentu České republiky dne 9. prosince 2002.

## Pamětihodnosti
- Gotický kostel svatého Bartoloměje. Původní drobná románská stavba je stále dochována coby sakristie, přiléhající k severní straně presbytáře. Presbytář a loď jsou gotické ze 14. století. Při novogotické restauraci Františkem Schmoranzem starším byla roku 1897 k západnímu průčelí přistavěna věž. V interiéru kostela se nacházejí zbytky nástěnných maleb z konce 14. století
- Socha svatého Jana Nepomuckého Almužníka z 18. století, podstavec z roku 1852
- Boží muka z roku 1852
- Vojenský most přes Labe, postavený roku 1947 v rámci programu UNRRA
- Borovice pod Kunětickou horou
- Historická fara. V roce 2012 byla započata rozsáhlá rekonstrukce.

## Fotogalerie

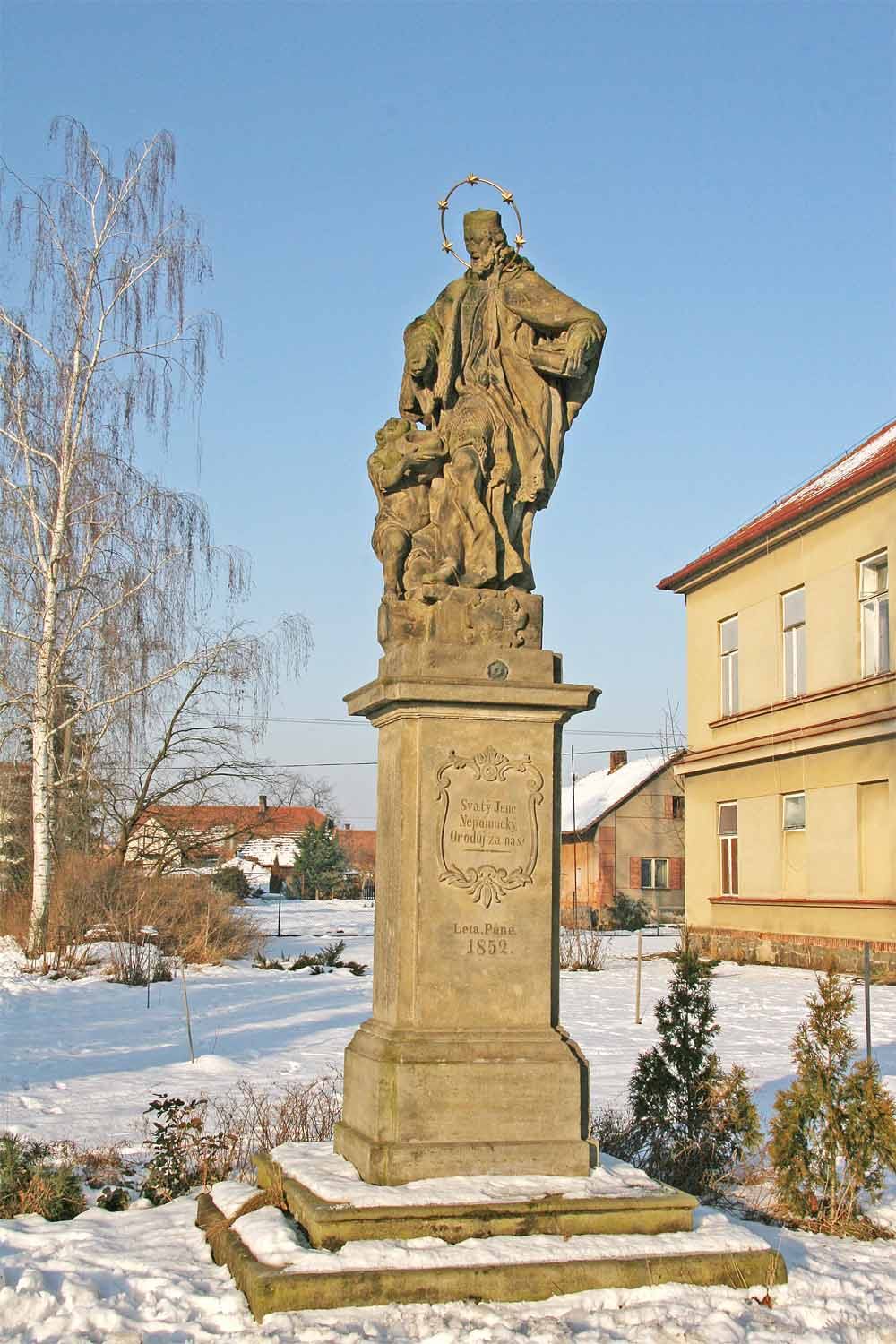
Socha Svatého Jana Nepomuckého v Kuněticích
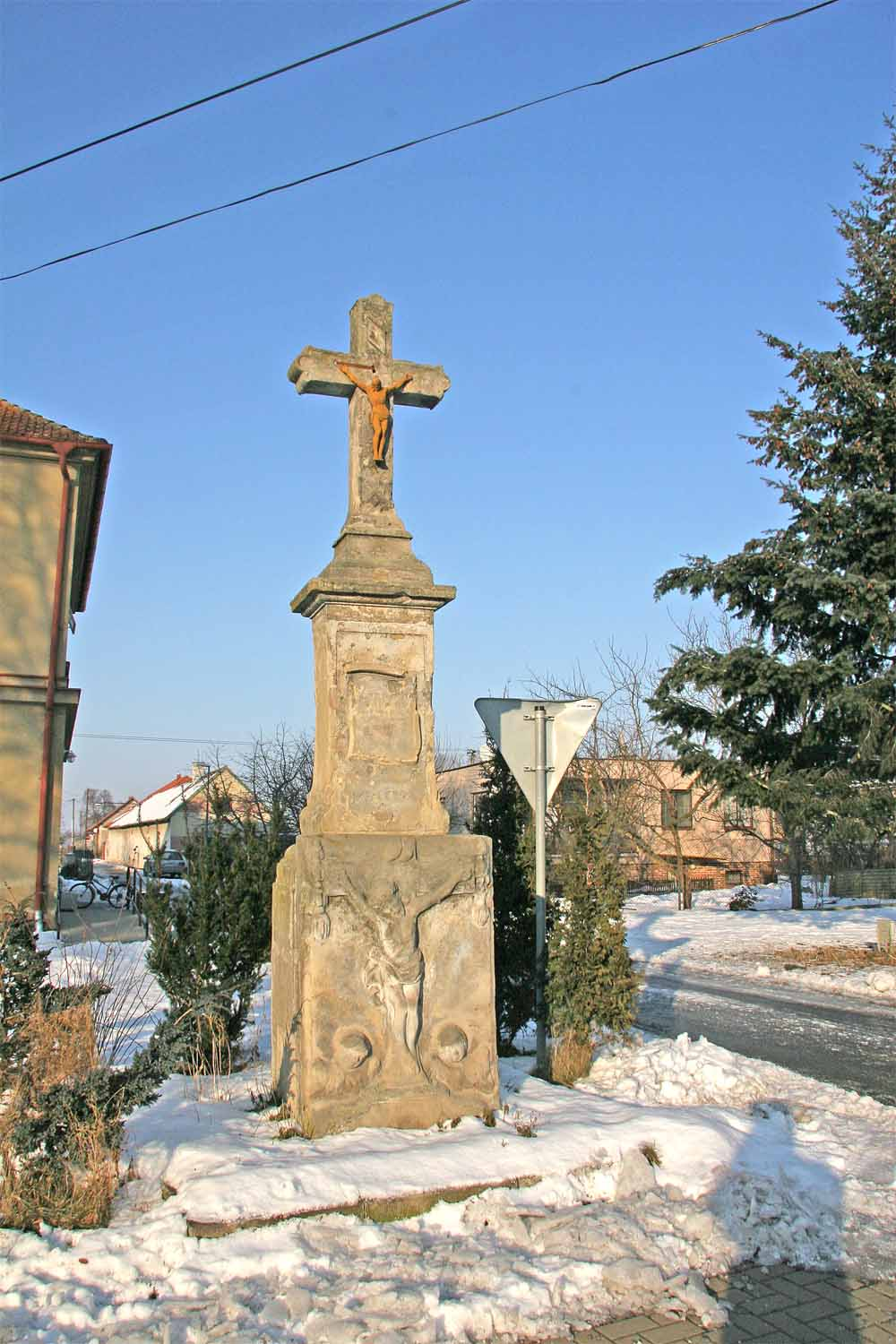
Boží muka v Kuněticích